# Jill Tokuda

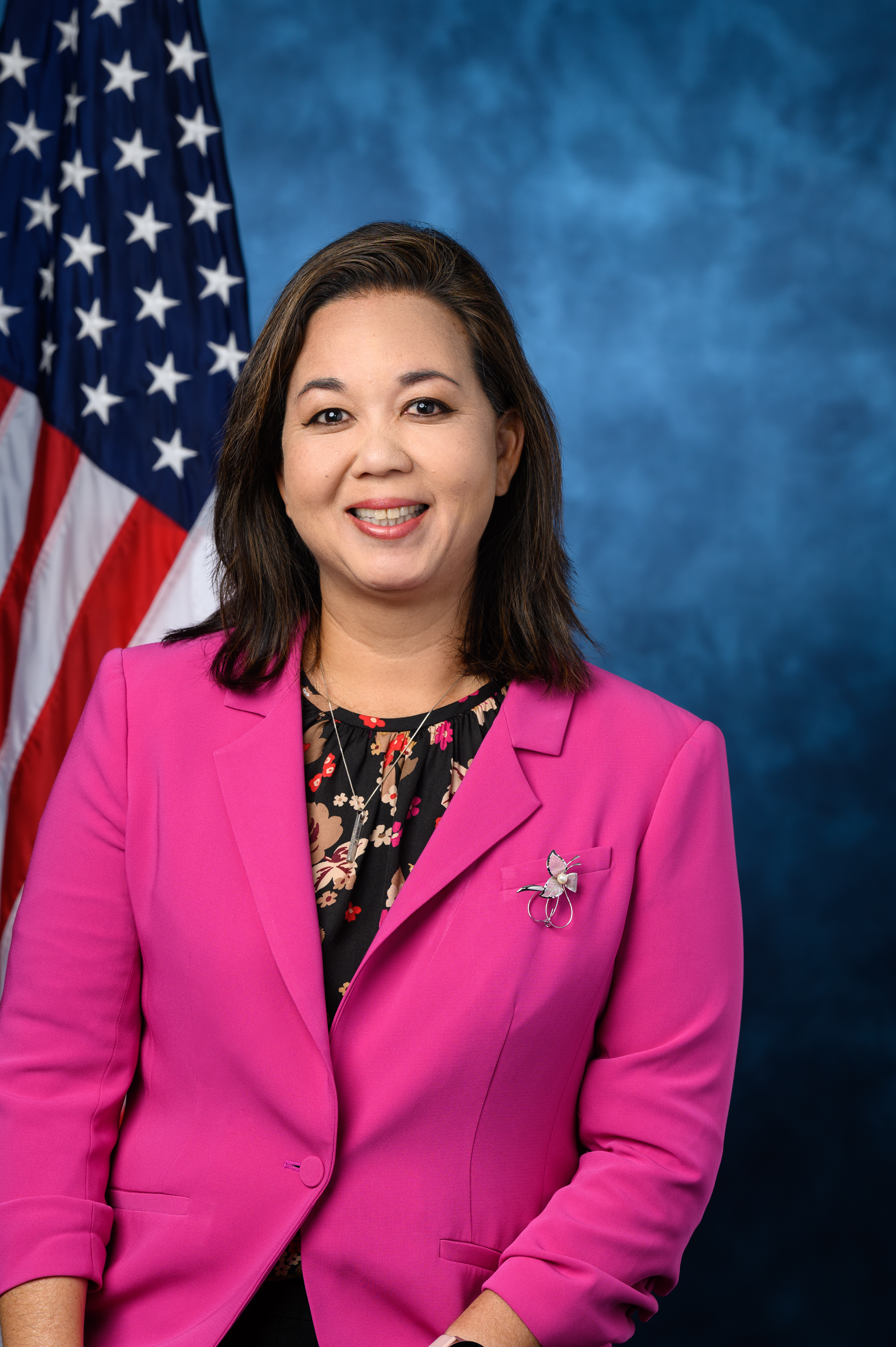
Jill Tokuda (2023)

Jill N. Tokuda (* 3. März 1976 in Honolulu County, Hawaii) ist eine US-amerikanische Politikerin der Demokratischen Partei. Seit Januar 2023 vertritt sie den zweiten Distrikt des Bundesstaats Hawaii im US-Repräsentantenhaus. Von 2006 bis 2018 war sie Mitglied des Senats von Hawaii.

## Leben
Tokuda wurde am 3. März 1976 als Tochter Paul Tokudas und als Nachfahrin japanischamerikanischer Immigranten aus Okinawa auf Oʻahu geboren. Sie besuchte die Kāneʻohe Elementary, King Intermediate und die James B. Castle High School in Kāneʻohe und erhielt 1997 einen Bachelor of Arts in Internationalen Beziehungen und der Japanologie von der George Washington University in Washington, D. C., worauf sie als Consultant arbeitete und u. a. das Unternehmen Kalliope führte. Des Weiteren wirkte sie in Führungspositionen für mehrere Non-Profit-Organisationen wie CyberHawaii und dem Nisei Veterans Memorial Center. Während der COVID-19-Pandemie unterstützte sie als Mitglied des Committee on COVID-19 Economic and Financial Preparedness die Maßnahmen des Staates Hawaii.
Sie ist mit Kyle Michibata verheiratet und hat zwei Söhne.

## Politische Laufbahn
Tokuda wurde 2006 Vertreterin der Orte Kāneʻohe und Kailua auf der Insel Oʻahu im Senat Hawaiis, in dem sie von 2009 bis 2014 den Posten der Majority Whip hielt. Außerdem leitete sie die Committees on Ways and Means, Education and Higher Education, Agriculture and Hawaiian Affairs, und Labor. 2018 gab sie dieses Amt auf, um für das Amt der Vizegouverneurin von Hawaii zu kandidieren. Sie errang zwar 28,6 % der Stimmen, doch wurde sie von Josh Green, der 31,4 % der Stimmen erhielt, in der demokratischen Vorwahl geschlagen.
2022 kandidierte sie für den Posten der Vertreterin des zweiten Distrikts Hawaiis im Repräsentantenhaus der Vereinigten Staaten, der bisher von Kai Kahele besetzt war. Dieser strebte das freigewordene Amt des Gouverneurs von Hawaii an, doch wurde er von Josh Green in der demokratischen Vorwahl besiegt. Nachdem sie sich in den demokratischen Vorwahlen durchgesetzt hatte, gewann sie am 8. November 2022 mit etwa zwei Dritteln der Stimmen gegen den Republikaner Joe Akana. Am 7. Januar 2023 wurde sie als Mitglied des Repräsentantenhauses des 118. Kongresses vereidigt. Sie ist u. a. Mitglied des Congressional Progressive Caucus und des Congressional Asian Pacific American Caucus.
In der Vorwahl 2024 hatte sie keinen innerparteilichen Herausforderer. Die Hauptwahl im November 2024 entschied sie gegen den Republikaner Steven Bond und zwei weitere Kandidaten mit 66,5 % für sich.